# Jasna Gospić
Jasna Gospić (* 1961 in Sarajevo) ist eine bosnische Sängerin.

## Leben
Ihre Gesangskarriere begann mit 16 Jahren in der Band Plima, die von Jasnas Bruder Zoran Gospić gegründet wurde. Sie setzte ihre Karriere als dritte Sängerin in der Band Ambasadorima fort – eine bosnische Pop-Rock-Band, in der einmal berühmte Sänger oder Sängerinnen wie Zdravko Čolić, Ismeta Dervoz und Hajrudin Varešanović Mitglieder waren.
In einem kurzen Zeitraum musikalischer Kollaborationen wurden außerordentliche Leistungen hervorgebracht, vor allem sticht das Evergreen Dodji u pet pet tun hervor.
Ihre zahlreichen Auftritte auf nationalen Popmusik-Festivals im gesamten ehemaligen Jugoslawien, vor allem in den 1980er Jahren, als sie an dem Split-Festival, bei Sarajevo Hits der Saison, beim Zagrebfest und beim Festival in Opatija auftrat, aber auch bei den nationalen Wahlen für den Eurovision Song Contest, sind nur einige ihrer Erfolge.
Sie gewann den Estradne-nagrade-Jugoslavije-Preis und bekam viele andere Auszeichnungen.
In Zusammenarbeit mit den bekanntesten lokalen Autoren veröffentlichte sie vier Alben und mehrere Singles, von denen sich das Publikum Hits wie Zar je voljeti grijeh? (Ist es eine Sünde zu lieben?) und A još mi ne daš mira (Und doch müssen Sie nicht mir Frieden geben.) am besten merkte.
Jasna Gospić lebt heute in Prag und repräsentiert eine Reihe von internationalen Modeunternehmen wie Roberto Cavalli, Tara Jarmon und Sergio Tacchini. Sie setzt sich auch für Frauenfragen in der Gesellschaft ein und ist ein Ehrenmitglied des Vereins Žene ženama (Frauen für Frauen).